# Adam Johann Braun

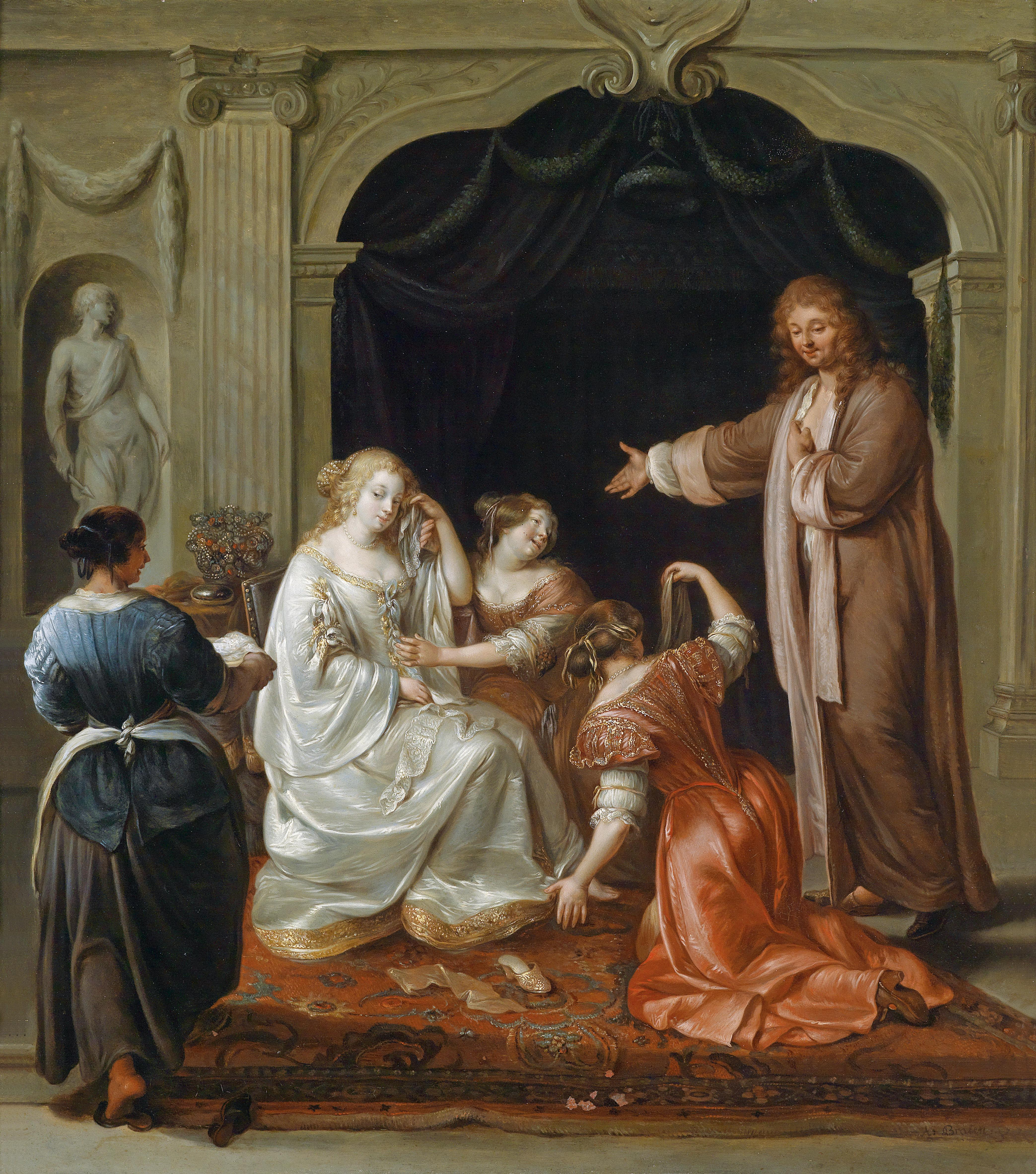
Die Jungvermählten

Adam Johann Braun (* 1748 in Wien; † 20. März 1827 ebenda) war ein österreichischer Genremaler.

## Leben
Im Alter von zwölf Jahren begann er das Studium an der Akademie der bildenden Künste Wien bei Johann Christian Frister, Caspar Franz Sambach und Martin van Meytens.
Seit 1768 war er in Wien als freischaffender Künstler tätig. 1782 schuf er das Altarbild mit der Darstellung des Hl. Johannes Nepomuk für die Ruprechtskirche. Ab 1786 zeigte er seine Werke auf Akademieausstellungen im St. Annahof.
1789 wurde er Mitglied der Akademie der Künste. Etwa zur gleichen Zeit wurde er zum Schätzmeister für Malerei „bey den k. k. Nieder-Österreichischen Landrechten und bey der k. k. Zollgefällen-Administration“ ernannt. Adam Johann Braun war auch als Kunsthändler und Restaurator bekannt.

## Werke
Seine Ölbilder befinden sich im Historischen Museum der Stadt Wien und in der Österreichischen Galerie Belvedere, Kupferstiche in der Akademie der bildenden Künste.